# Edith Holden
Edith Blackwell Holden (Kings Norton, 26 settembre 1871 – Tamigi, 15 marzo 1920) è stata un'artista e insegnante inglese.
È divenuta celebre grazie alle sue Nature Notes (1906), i cui facsimili sono stati pubblicati postumi nel libro The Country Diary of an Edwardian Lady (Diario di campagna di una signora inglese del primo Novecento) nel 1977 che ebbe un enorme successo editoriale. Nel 1989 furono pubblicati anche i suoi appunti del 1905, nel libro The Nature Notes of an Edwardian Lady.

## Biografia
Il secondo nome di Edith, Blackwell, onorava la dottoressa Elizabeth Blackwell, anch’ella unitariana e cugina degli Holden. La madre di Edith, Emma Wearing, era unitariana, spiritualista ed ex governante e scrisse due libri di natura religiosa, Ursula’s Childhood e Beatrice of St Mawse, pubblicati dalla Society for Promoting Christian Knowledge. Il padre Arthur Holden, anch’egli unitariano, spiritualista e molto attivo a favore delle opere di beneficenza, era proprietario della fabbrica di vernici Arthur Holden & Son a Bradford Street, Birmingham, dove fu nominato assessore comunale. Frequentatori della Chiesa Laburista di Birmingham, dopo la morte della madre di Edith, gli Holden tennero regolari sedute spiritiche presso la loro casa a Olton, con l’intenzione di comunicare con lo spirito della defunta. Edith e le sue quattro sorelle assistevano il padre nelle comunicazioni: nel 1913, a poche settimane dalla sua morte, Arthur Holden pubblicò gli esiti delle sue sedute in Messages from the Unseen (Messaggi dall’invisibile). 
Dal 1906 al 1909, Edith Holden insegnò presso la scuola femminile di Solihull e scrisse le sue Nature Notes come modello per le sue allieve. Come le sue sorelle, anche Edith diventò un’illustratrice. 
Dal 1907 al 1910, illustrò quattro volumi di The Animal’s Friend, una rivista del Consiglio nazionale per la protezione degli animali, e una serie di libri per bambini, tra cui The Three Goats Gruff.
I suoi dipinti furono spesso esposti dal 1890 al 1907 dalla Royal Birmingham Society of Artist, mentre nel 1907 e nel 1917 dalla Royal Academy of Arts.
Nel 1911 sposò Ernest Smith, uno scultore che divenne il principale assistente della contessa Feodora Gleichen. Presso lo studio della contessa a St James Palace, Edith e il marito frequentarono artisti di spicco come Sir George Frampton, scultore della statua di Peter Pan nei giardini di Kensington, e visitatori reali come Faisal, re dell’Arabia. 
Edith continuò la sua carriera come illustratrice anche dopo il matrimonio.
Il 16 marzo 1920 fu ritrovata annegata in una zona isolata del fiume Tamigi, nei pressi dei Kew Gardens. L’inchiesta dimostrò la causa dell'annegamento: l'illustratrice era precipitata nel fiume mentre cercava di raggiungere un ramo di gemme di castagne.

## Stile
Conosciuta ai suoi tempi come illustratrice di libri per bambini, Edith Holden fu molto influenzata dal movimento Arts and Crafts e si specializzò nella pittura di animali e piante. 

## Opere
- The Natures Notes of an Edwardian Lady (1905), pubblicato postumo nel 1989.
- The Country Diary of an Edwardian Lady (1906), pubblicato postumo nel 1977.

### Illustrazioni
- The Animals' Friend (quattro volumi, 1907–1910, la rivista del Consiglio nazionale per la protezione degli animali)
- Daily Bread (1910) di Margaret Gatty
- Woodland Whisperings (1911)di Margaret Rankin
- una serie di libri per bambini non datati pubblicati da Henry Frowde/Hodder & Stoughton:
  - Animals Around Us
  - Birds, Beasts and Fishes
  - The Three Goats Gruff
  - Mrs Strang's Annual for Children
- The Hedgehog Feast (testo della sua pronipote Rowena Stott; 1978)

Numerose illustrazioni di Edith Holden sono state utilizzate in vari prodotti, dai libri e ricettari di campagna agli articoli per la cucina e di cartoleria e in ornamenti.

## Filmografia
- The Country Diary of an Edwardian Lady, adattamento in dodici parti dell'omonimo volume della Holden.